# جون كلينش
جون كلينش (بالإنجليزية: Jon Clinch)‏ هو روائي ومدرس أمريكي. في الأصل من أونيدا بولاية نيويورك، تخرج من جامعة سيراكيوز وذهب لتدريس الأدب الأمريكي. وهو يعيش الآن في فيرمونت.
عمل الكاتب والروائي الأميركي جون كلينش بالصياغة الإبداعية للإعلانات، وله وكالة متخصصة في الإعلانات في فيلادلفيا، لكنه انتزع من الوقت من عمله على امتداد سنوات ما مكنه من تأليف روايات. نشر مقاطع من رواياته وقصصاً ومقالات متعددة في عدد من أبرز مجلات العالم، ومن بينها «النيويوركر» و«فيلج فويس».

## من مؤلفاته
- رواية: «فين» Finn[3]
- رواية: Kings of the earth
- رواية: The Thief of Auschwitz
- رواية: Belzoni Dreams of Egypt

## وصلات خارجية
- الموقع الرسمي على الشبكة
- (جريدة البيان): الروائي الأميركي جون كلينش: الإعلانات وراء نجاح روايتي